# سرهات کوروک
سرهات کوروک (انگلیسی: Serhat Koruk؛ زادهٔ ۴ مهٔ ۱۹۹۶) بازیکن فوتبال اهل آلمان است.
از باشگاه‌هایی که در آن بازی کرده‌است می‌توان به باشگاه فوتبال اس‌سی فورتونا کلن اشاره کرد.